# Rów M
Rów M (inne nazwy: Rów A, Rów R-5) – rów wodny w Warszawie, w dzielnicy Ursynów, w Lesie Kabackim.

## Położenie i charakterystyka
Rów znajduje się na terenie stołecznej dzielnicy Ursynów, na obszarze Lasu Kabackiego. Odprowadza wody ze stawu Moczydło 1 do Kanału Grabowskiego, który leży w zlewni Potoku Służewieckiego. Przebiega w większości przez tereny leśne, jedynie na początkowym odcinku przez tereny zakrzaczone. Jego końcowy odcinek to rurociąg o średnicy 0,8 m w okolicy ulic Kanarkowej i Żołny. Na jego biegu znajdują się cztery przepusty (w tym jeden tuż przy stawie Moczydło 1) i drewniana kładka.
Długość rowu wynosi 1100 m (według innego źródła: 1016 m), średnia głębokość 1,6 m, szerokość całego rowu to między 2,5 a 5,5 m, szerokość dna 0,6–1,2 m, a jego spadek to ok. 0,5‰. Według numerycznego modelu terenu udostępnionego przez Geoportal początek rowu znajduje się na wysokości 103,0 m n.p.m. Występują okresowe niedobory wody.
Jego położenie zostało prawdopodobnie zaznaczone na mapie Warszawy i okolic z 1838 roku.

## Renowacja
W 2008 roku Dzielnica Ursynów zleciła wykonanie renowacji rowu M przy okazji prac nad stawem Moczydło 1. Obejmowała ona pogłębienie czaszy stawu, stabilizację linii brzegowej od strony nasypu kolejowego wraz z zagospodarowaniem przyległego terenu, wykonanie wylotu rurociągu odprowadzającego wody powierzchniowe pod torami kolejowymi oraz roboty udrażniające odpływ ze stawu. Fragment rowu odmulono, a także wykonano przepust umożliwiający swobodne okrążanie stawu bez naruszania odpływu.

## Przyroda
Rów znajduje się na terenie rezerwatu przyrody Las Kabacki i jego otuliny. Jest też położony na terenie Warszawskiego Obszaru Chronionego Krajobrazu, utworzonego rozporządzeniem Wojewody Warszawskiego z dnia 29 sierpnia 1997 r. w sprawie utworzenia obszaru chronionego krajobrazu na terenie województwa warszawskiego.
W 2020 roku miasto rozpoczęło realizację projektu dofinansowanego ze środków unijnych w ramach Programu Operacyjnego Infrastruktura i Środowisko pt. „Ochrona zagrożonych gatunków związanych z siedliskami wodnymi na terenie Warszawy”, w ramach którego planuje się m.in. budowę czterech drewnianych zastawek spiętrzających wodę na wysokość 20 cm, co ma sprzyjać populacjom kumaka nizinnego i traszki grzebieniastej. Jest to zgodne z przyjętym w 2016 roku planem ochrony dla rezerwatu przyrody Las Kabacki im. Stefana Starzyńskiego.